# Santa Paolina
Santa Paolina är en ort och kommun i provinsen Avellino i regionen Kampanien i Italien. Kommunen hade 1 191 invånare (2017).